# غريس هايتاور
غريس هايتاور دي نيرو (بالإنجليزية: Grace Hightower)‏ (من مواليد حوالي عام 1955) ممثلة ومغنية وناشطة اجتماعية أمريكية كانت متزوجة من الممثل روبرت دي نيرو من 1997 إلى 2018.

## نشأتها
غريس من أصل أفريقية و بلاكفوت ونشأت في كيلمايكل، ميسيسيبي. في أسرة فقيرة وعملت في وظائف مختلفة، أصبحت مضيفة طيران لشركة Trans World Airlines، استقرت وقت لاحق في باريس ولندن، في عام 1987 أثناء عملها في أحد مطاعم لندن الصينية الراقية وجلسة استراحة المشاهير التقت وبدأت مواعدة روبرت دي نيرو. 
تزوج هايتاور ودي نيرو في عام 1997. في عام 1998 في سن ال 42، أنجبت الطفل الأول للزوجين. تقدم دي نيرو بطلب الطلاق في عام 1999 ورفع دعوى ضد غريس لحضانة ابنهما في عام 2001. ومع ذلك، فقد حسم الاثنان خلافاتهما، وبحلول عام 2004 أسقط الطلاق وجددوا وعودهم. في عام 2011، كان للزوجين طفلهما الثاني، عن طريق بديل. انفصل الزوجان في نوفمبر 2018.

## روابط خارجية
- غريس هايتاور على موقع IMDb (الإنجليزية)
- غريس هايتاور على موقع ألو سيني (الفرنسية)
- غريس هايتاور على موقع قاعدة بيانات الأفلام السويدية (السويدية)
- غريس هايتاور على موقع قاعدة بيانات الفيلم (الإنجليزية)
- غريس هايتاور على موقع كينوبويسك (الروسية)